# 路德维希·希克

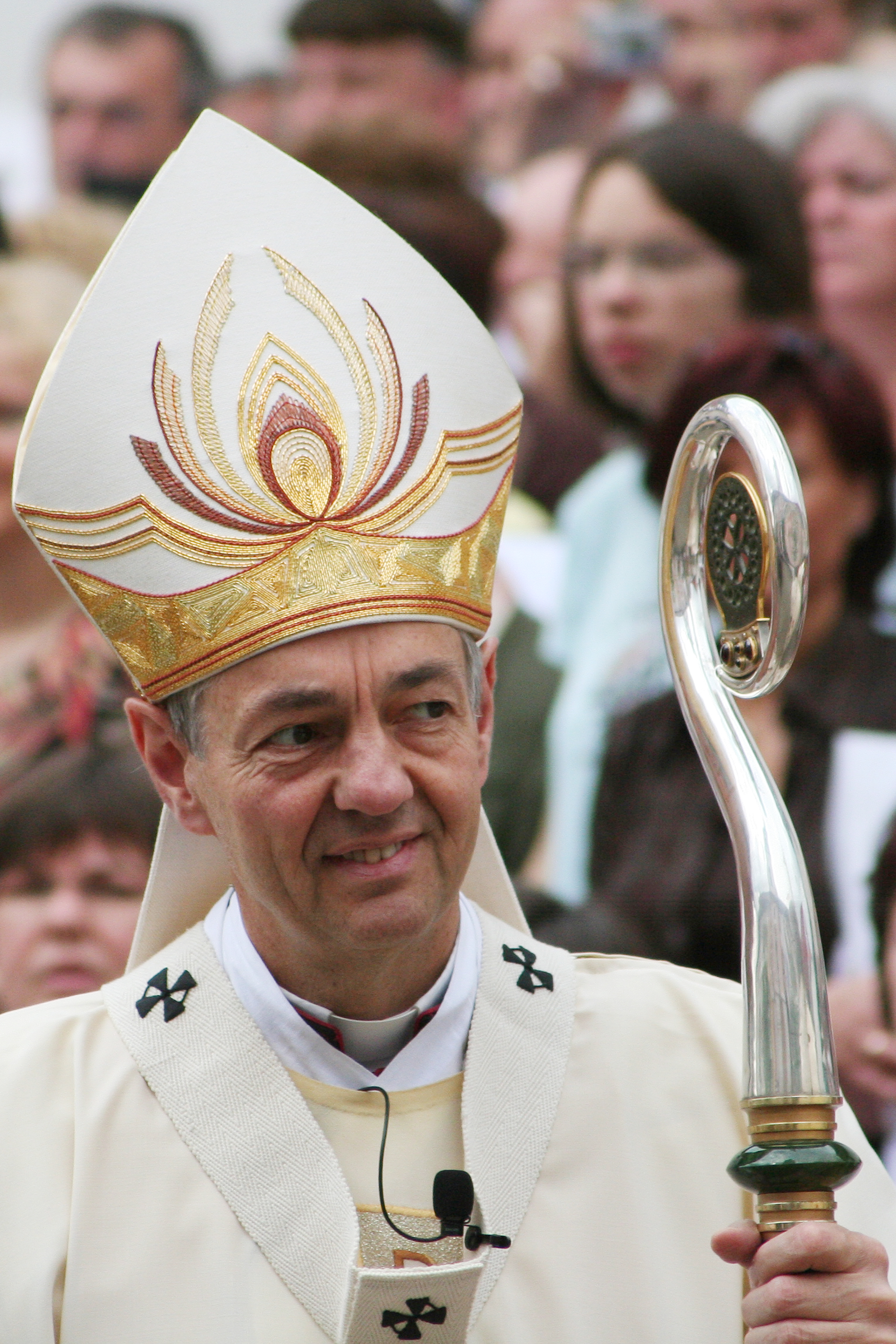
Erzbischof Schick

路德维希·希克总主教（德語：Ludwig Schick，1949年9月22日—），德国天主教总主教。他出生于德国马尔堡，曾在维尔茨堡大学就讀，研究教會神哲學，1980年11月19日於意大利羅馬的著名天主教宗座額我略大學完成博士论文《基督和教會的三重職分》(Das dreifache Amt Christi und der Kirche)，毕业后曾在富尔达神学院任大学教授，主教，总主教。1986年获若望保祿二世颁赐的蒙席，2007年获联邦十字勋章。现任天主教班贝格总教区总主教，耶路撒冷聖墓騎士團成員，世界教会委员会（Kommission Weltkirche）主席。